# Стуре-Моссе
Стуре-Моссе (швед. Store Mosse, «большое болото»), — национальный парк в Швеции, расположенный в лене Йёнчёпинг, в коммунах Ваггерюд, Гнушё и Вернаму. Он включает самое крупное болото в южной Швеции. В парке расположено также озеро Чевшён, место обитания многих видов птиц. В Стуре-Моссе находятся самые крупные в Швеции торфяники к югу от Лапландии, что делает его важной экологической системой.
В парке более 40 километров пешеходных троп, три хижины для ночлега и вышка для наблюдения за птицами.